# Willem Steelink jr.

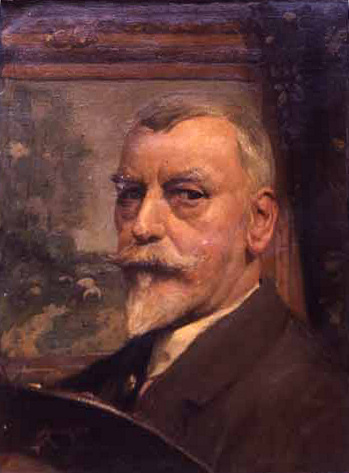
Willem Steelink Jr., zelfportret

Willem 'Wilm' Steelink jr. (Amsterdam, 16 juli 1856 - Voorburg, 27 november 1928) was een Nederlands kunstschilder en graficus. Hij wordt gerekend tot de Larense School en werd beïnvloed door Anton Mauve

## Leven en werk
Willem Steelink Jr. begon zijn loopbaan als leerling van zijn vader, kunstschilder en staalgraveur Willem Steelink Sr.. Tussen 1873 en 1879 studeerde hij vervolgens aan de Rijksakademie voor Beeldende Kunsten te Amsterdam, onder Barend Wijnveld, en vervolgens tot 1881 op de Koninklijke Academie voor Schone Kunsten van Antwerpen, onder Karel Verlat.
Aanvankelijk maakte Steelink Jr. vooral figuurstukken, portretten, genretaferelen en historische voorstellingen, in de romantische traditie van zijn vader. In de jaren 1880 ontdekte hij de Gooise hei en schilderde vervolgens voornamelijk nog landschappen in de stijl van de Haagse School. Samen met zijn vriend Hein Kever trok hij 's zomers naar Laren, waar hij een grote hoeveelheid landschappen met schapen schilderde, gekenmerkt door hun prachtige lichtval, beïnvloed door Anton Mauve. Hij vestigde zich in Hilversum, vervolgens in Scherpenzeel en later in Laren. Ook schilderde hij in tal van andere Nederlandse plaatsen, waaronder het schildersdorp Heeze, Nunspeet, Elspeet en bij de Lunterse Beek op de Veluwe. In 1898 vestigde hij zich in Den Haag.
Steelink werd ook bekend met zijn grafisch werk en etsen. Hij maakte kopieën, bijvoorbeeld naar werk van Jozef Israëls en Johannes Bosboom, en later vooral ook boekillustraties, met name voor historische werken en kinderboeken. Ook illustreerde hij het Nieuwe Testament in het Soendanees.
Het werk van Steelink Jr. werd goed verkocht, ook door verzamelaars in Duitsland, Engeland en Canada. Hij was lid van 'Arti et Amicitiae' te Amsterdam en de Pulchri Studio te Den Haag. Meermaals werd hij onderscheiden, ook internationaal, onder andere met de Belgische Kroonorde en de Italiaanse Lazarusorde. Ook was hij Officier in de Orde van Oranje-Nassau. Hij overleed te Voorburg in 1928. Zijn werk is onder andere te zien in het Gemeentemuseum Den Haag.

## Galerij

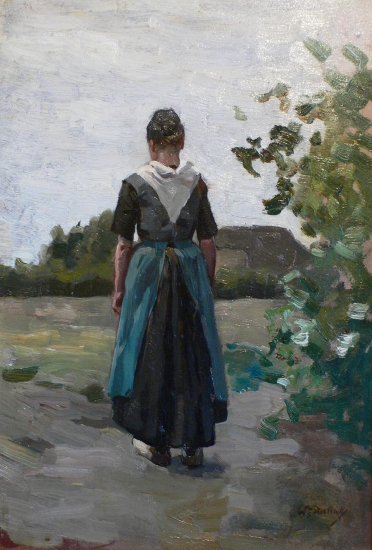
Boerin
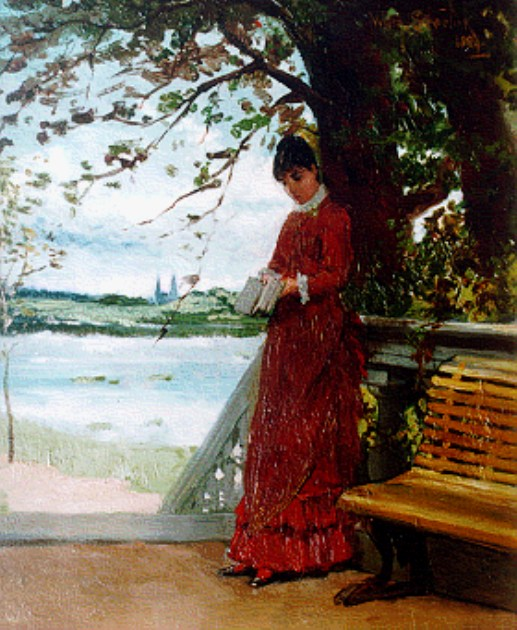
Overpeinzing
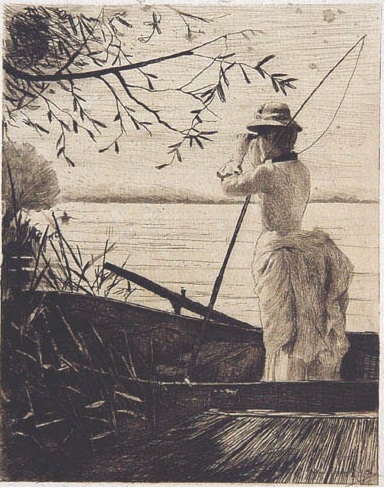
Op de uitkijk, ets
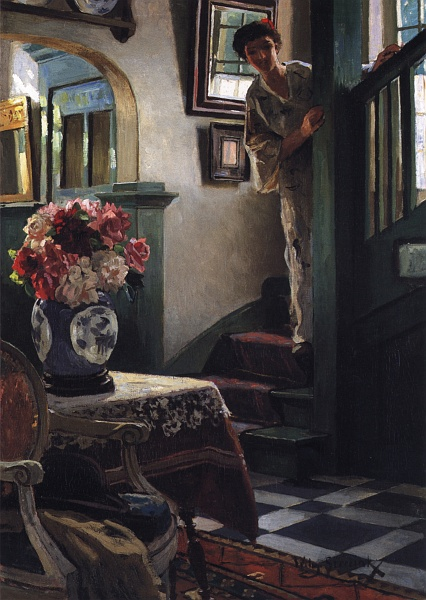
Blij welkom
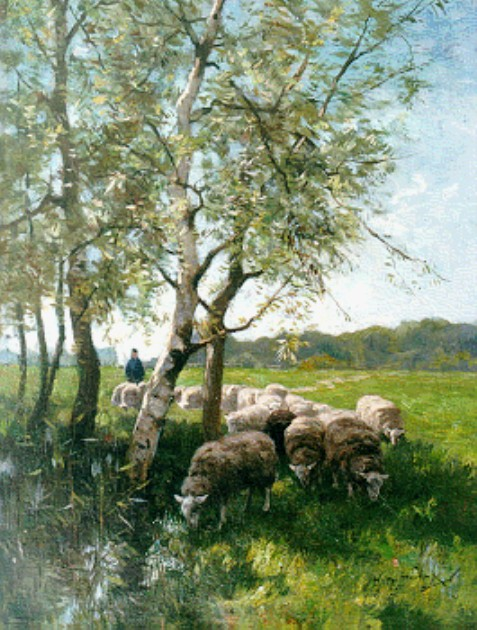
Herder met kudde
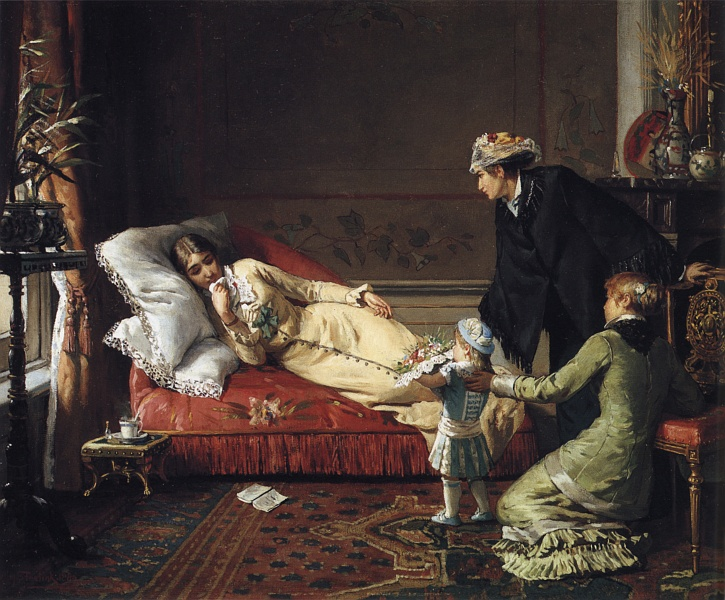
Onverwacht bezoek
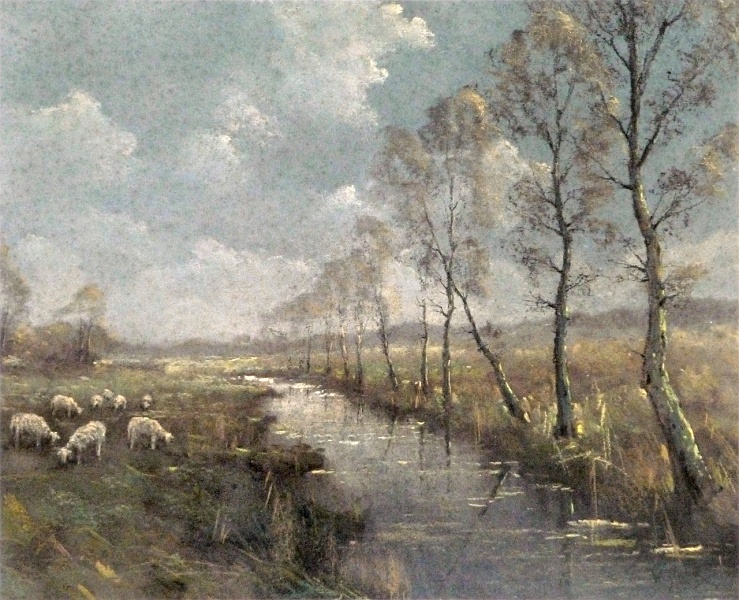
Schaapskudde bij water
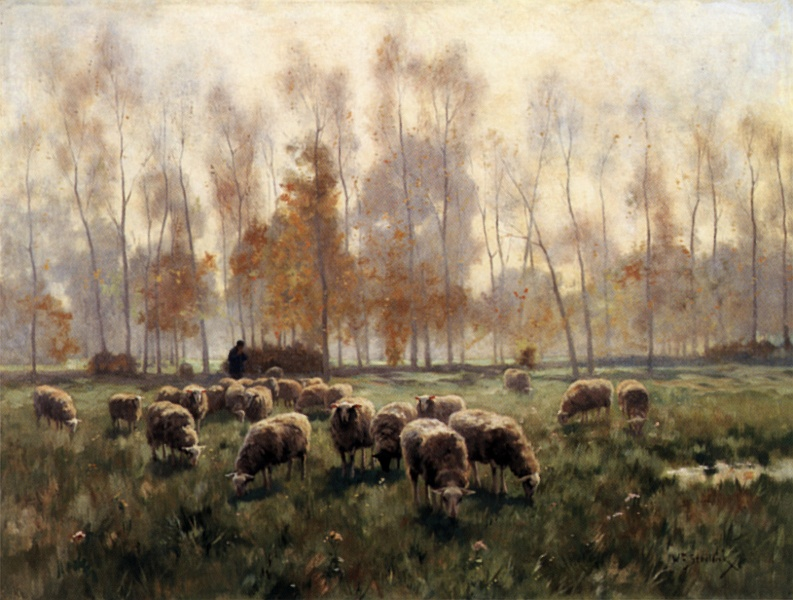
Schaapskudde met herder
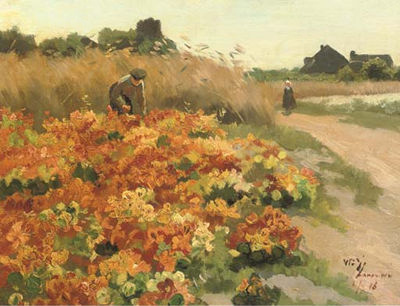
Bloemen plukken bij Laren
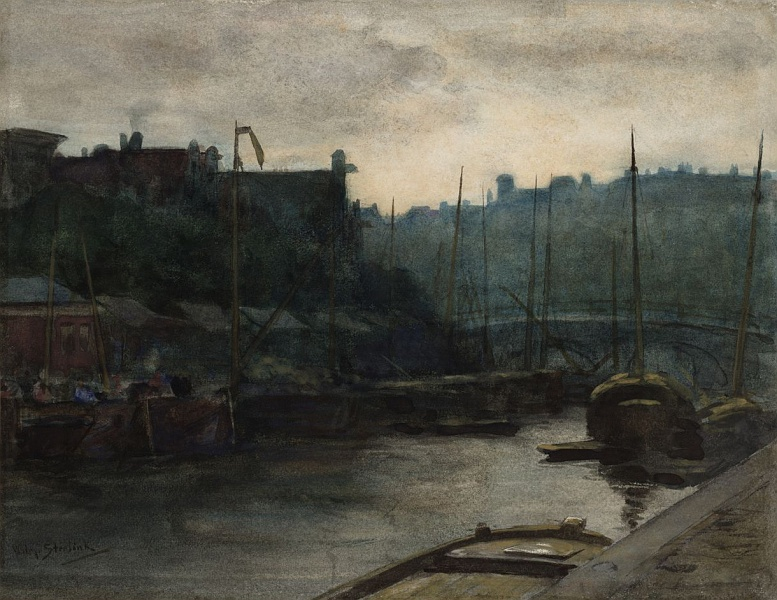
Amsterdam, appelmarkt
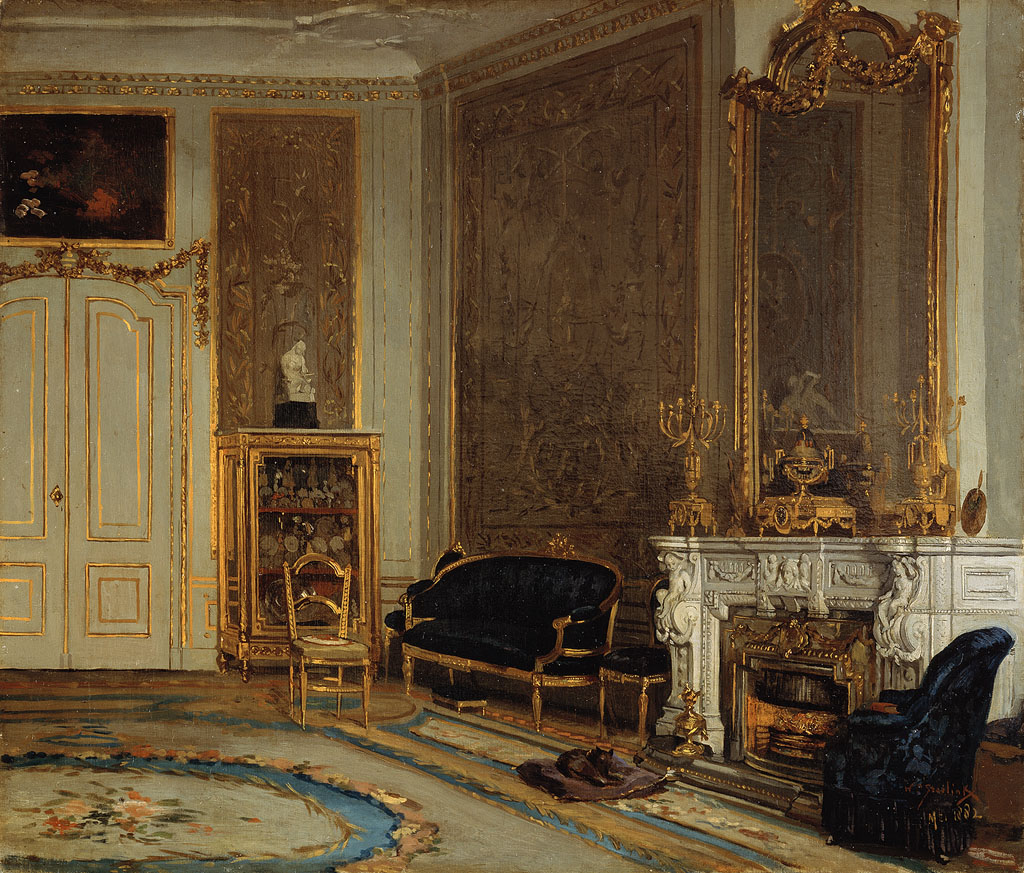
Zaal in huis Willet-Holthuysen aan de Herengracht te Amsterdam